# 约古宗列曲
约古宗列曲，黄河源头之一。全长95公里，向东注入星宿海。在星宿海之上与卡日曲汇合后，形成玛曲。20世纪50年代起曾被当做黄河正源，直到1978年夏进行考察，才确定河长和流域面积都超过约古宗列曲的卡日曲为黄河正源。